# Cieśń macicy
Cieśń macicy (łac. isthmus uteri) stanowi poza okresem ciąży miejsce przejścia trzonu macicy w jej szyjkę. Około 12. tygodnia ciąży cieśń zaczyna się poszerzać uzupełniając objętość trzonu macicy.
W czasie porodu błona mięśniowa cieśni, podobnie jak szyjki macicy, nie bierze udziału w skurczach pozostałej części mięśnia macicznego.